# Васильев, Николай Петрович (актёр)
Николай Петрович Васильев (1929—2013) — советский актёр и театральный деятель. Заслуженный работник культуры МАССР. Эрзя.

## Биография
Из семьи железнодорожника. Окончил Мордовский государственный университет (1972), курсы режиссёров при Всесоюзном Доме народного творчества имени Н. К. Крупской (1951).
В 1942—1952 годах работал в колхозе и на предприятиях Башкирии, с 1952 года — в театрах городов Бугуруслан, Чебоксары, Алма-Ата, Астрахань, Сызрань, Великие Луки, Калинин, Усть-Каменогорск, Арзамас, Фергана. 24 года служил в Мордовском республиканском музыкально-драматическом театре.
С 1971 года — директор детской музыкальной школы, театра кукол клуба «Строитель», государственного ансамбля песни и танца МАССР «Умарина» (с эрз. «Яблоня»). С 1978 по 1979 год — режиссёр Мордовского радио.

### Семья
Жена — Зинаида Павловна Васильева (урожд. Кавкайкина, р. 1939), хоровый дирижёр, артистка хора музыкального театра, актриса Национального мордовского театра.
Дети:
- Олег (р. 1962), окончил Уфимское училище искусств по классу трубы, Московский институт культуры по классу гитары; педагог муз. школы по классу гитары.
- Сергей (р. 1966), окончил Саранское музыкальное училище по классу трубы (1985), Мордовский педагогический институт (2013). Заслуженный артист Республики Мордовия (2018).

## Роли в театре
- Андрей — «Точка опоры» С. Алешина (1961)
- Якорев — «Последние» М. Горького (1968)
- Морозов — «Русские люди» К. Симонова (1980)
- Павел Иванович — «Старый дом» А. Казанцева (1981)
- Чугунов — «Волки и овцы» А. Островского (1983)
- председатель колхоза — «Печка на колесе» Н. Семёновой (1984).